# Murder Mystery
Murder Mystery (prt: Mistério a Bordo; bra: Mistério no Mediterrâneo) é um longa-metragem de comédia e mistério estadunidense lançado em 2019, dirigido por Kyle Newacheck, distribuído pela Netflix e estrelado por Adam Sandler e Jennifer Aniston.
O filme é a sexta parceria de Sandler com a Netflix, e a segunda parceria dele com Aniston. Os dois já estrelaram  juntos o filme Just Go with It (2011). Murder Mystery teve sua estreia para 14 de junho de 2019.

## Sinopse
Para renovar os votos de casamento, um policial de Nova York e sua esposa embarcam em uma viagem para a Europa. Durante o voo, eles conhecem um homem misterioso que os convida para passar o final de semana em um iate do bilionário Malcolm Quince. Contudo, quando o mesmo é encontrado morto, o casal americano se torna os principais suspeitos do crime. E juntos, tentarão a todo custo investigar o caso e provar sua inocência.

## Elenco
- Adam Sandler como Nick Spitz
- Jennifer Aniston como Audrey Spitz
- Luke Evans como Charles Cavendish
- Gemma Arterton como Grace LeButlerie Balard
- David Walliams como Tobey Quince
- Erik Griffin como Jimmy
- John Kani como Coronel Ulenga
- Shioli Kutsuna como Suzi Nakamura
- Luis Gerardo Méndez como Juan Carlos Rivera
- Dany Boon como Inspetor Laurent Delacroa
- Adeel Akhtar como Maharajah Vikram Govindan
- Ólafur Darri Ólafsson como Sergei Radjenko
- Terence Stamp como Malcolm Quince
- Sufe Bradshaw como Holly
- Nicole Randall Johnson como Marisol
- Hélène Cardona como locutora espanhola
- Simon Sinn como Capitão  Wong
- Jackie Sandler como aeromoça
- Victor Turpin como Lorenzo

## Produção
Em junho de 2012, foi relatado que Charlize Theron tinha assinado contrato para estrelar Murder Mystery, uma comédia de mistério, dirigida por John Madden, com roteiro de James Vanderbilt. Antes do anúncio, o projeto foi montado no Walt Disney Studios, com Kevin McDonald pronto para dirigi-lo. Em abril de 2013, foi revelado que Colin Firth, Adam Sandler e Emily Blunt haviam se juntado ao elenco - embora os representantes de Firth e Blunt negassem mais tarde que os dois estivessem embarcando no filme. No entanto, no final daquele ano, em setembro de 2013, foi relatado que tanto Theron, quanto Madden, tinham abandonado o projeto e que Anne Fletcher agora estava escalada para dirigir o filme para a TWC-Dimension.
Em março de 2018, foi anunciado que Sandler e Jennifer Aniston assinaram contrato para estrelar o filme, depois de Just Go with It.
O filme será dirigido por Kyle Newacheck a partir do roteiro escrito por Vanderbilt e fará sua estréia na Netflix como parte do acordo de distribuição de Sandler. Em junho de 2018, Luke Evans, Gemma Arterton, David Walliams, Erik Griffin, John Kani, Shioli Kutsuna, Luis Gerardo Méndez, Adeel Akhtar, Ólafur Darri Ólafsson, Dany Boon e Terence Stamp haviam se juntado ao elenco.
A fotografia principal no filme começou em 14 de junho de 2018 em Montreal. No final de julho de 2018, as filmagens começaram na Itália em locais diferentes, incluindo Santa Margherita Ligure, Lago Como e em Milão.

## Lançamento
Um trailer foi lançado em 26 de abril de 2019. O filme está programado para ser lançado em 14 de junho de 2019.